# Tom Rush
Tom Rush (ur. 8 lutego 1941) – amerykański wokalista, gitarzysta i kompozytor związany ze sceną folkową.

## Życiorys

### Wczesne lata
Tom Rush urodził się w Portsmouth w stanie New Hampshire w 1941 r. i był najstarszym z trzech adoptowanych dzieci. Ojciec był nauczycielem.
Już w wieku 6 lat nauczył się grać na fortepianie, ale wolał grać na ukulele jego starszego kuzyna, co doprowadziło go do nauki gry na gitarze. Jego matka, która pracowała społecznie w szpitalu psychiatrycznym, zgłaszała do pomocy także Toma, który założył tam swój pierwszy zespół składający się z kryminalistów będących tam pacjentami i więźniami.
Po okresie fascynacji rock and rollem zaczęła go pociągać muzyka folkowa, dzięki swojej bezpośredniej prostocie. W szkole grał w zespole rockandrollowym, który wykonywał przeróbki Chucka Berry'ego, Little Richarda i Elvisa Presleya. Po usłyszeniu w radio Josha White'a rozpoczął naukę jego techniki gry na gitarze i śpiewu.
W 1959 r. rozpoczął studia literatury angielskiej na Uniwersytecie Harvarda. Dołączył do środowiska folkowego w rejonie Bostonu i Cambridge, któremu przewodziła Joan Baez. Występował w lokalnych klubach: The Unicorn, The Golden Vanity i Club 47. Prowadził także 30-minutowy program w harvardzkim radiu, w którym występowali na żywo folkowi muzycy z tego środowiska, a czasami wykonywał także jakiś swój utwór.
Przerwał na rok studia, utrzymując się z występów, ale ostatecznie studia ukończył. pojawiał się często w Nowym Jorku, w Filadelfii a nawet na Florydzie, w kręgach zdominowanych przez Freda Neila, Vince'a Martina i Davida Crosby'ego.
W 1962, gdy miał 21 lat nagrał swój pierwszy album Live at the Unicorn, który powstał w ciągu dwóch wieczorów w tym bostońskim klubie dzięki miejscowemu promotorowi Danowi Flickingerowi. Płyta była rozprowadzana tylko lokalnie w niewielkich ilościach, wznowiona w 1986 r.

### Nagrania dla firmy Prestige
Artysta zwrócił uwagę na siebie Paula Rothchilda z firmy Prestige, która rywalizowała z Elektrą i Vanguard. Rush podpisał kontrakt z Prestige i w maju 1963 nagrał dla niej materiał na album Got a Mind to Ramble, na którym prawie we wszystkich utworach Tom akompaniuje sobie na gitarze, a w niektórych dodane są partie basowe (wydmuchane na rurze). Płyta została nagrana w prymitywnych warunkach (w pokoju) i na kiepskim sprzęcie (przenośny magnetofon). Na albumie pojawia się charakterystyczne dla stylu Rusha zgłębianie tylu stylów folku, ile to jest możliwe.
Drugi z albumów Blues, Songs and Ballads został już nagrany w studiu w Nowym Jorku i wydany w 1965. Utwory z tego albumu mają podobny charakter do tych z jego poprzedniej płyty, chociaż materiał jest zdecydowanie bardziej tradycyjny.
Z powodu przejścia jego producenta Paula Rothchilda przeniósł się do Elektry, Tom Rush wymusił na obu wytwórniach (Prestige i Elektra) nagranie kolejnego albumu. Obie firmy niezbyt były z takiego obrotu sprawy zadowolone, ale obie chciały wydać album Rusha. I tak równocześnie artysta nagrał albumy dla dwóch firm. Chociaż album Elektry ukazał się nieco wcześniej od Blues, Songs and Ballads, to jednak uważa się go za trzecią płytę piosenkarza.

### Okres nagrań dla Elektry
W styczniu 1965 ukazał się album Elektry Tom Rush. Był to także pierwszy album, na którym Rush zaprezentował różnorodne instrumentalizacje nagranych utworów. Na basie grał Bill Lee, na harmonijce ustnej John Sebastian, na guitarronie (meksykańska akustyczna gitara basowa) Felix Pappalardi oraz w niektórych utworach dodatkowych podkładów gitarowych dostarczyli Ramblin' Jack Elliot i Daddy Bones (czyli John Herrald). Na płycie znalazły się tradycyjne piosenki folkowe ale także materiał współczesny, świadczący o tym, że artysta chciał wyjść poza folkowe ograniczenia.
Wkrótce Rush podpisał kontrakt z producentem Arthurem Gorsonem (który już zajmował się Philem Ochsem i Davidem Blue).
Drugi album dla Elektry Take a Little Walk with Me był odejściem od schematu folk i blues. Poszedł w ślady Dylana i się zelektryfikował. Sam układ albumu – jedna strona elektryczna, druga akustyczna, był naśladowaniem Dylanowskiego Bringing It All Back Home. W nagraniu płyty wzięli udział dwaj dylanowscy muzycy: Al Kooper (grający na elektrycznej gitarze, ale był także kierownikiem muzycznym i aranżerem, oraz napisał tekst na okładkę) i gitarzysta Bruce Langhorne. Uważa się także, że sam Dylan także wziął udział w jej nagraniu (pod pseudonimem Roosevelt Gook).
Zimą 1965/6 podczas występów w detroickim klubie The Chessmate poznał kanadyjską piosenkarkę Joni Mitchell, która pisała dla siebie teksty i muzykę. Z powodu nagłej operacji zapadniętego płuca Toma zastąpiła go Mitchell i dała mu taśmę z własnymi piosenkami. Zaczął je wykonywać podczas występów oraz nagrał z taśmy pokazowej (demo) jedną z nich – "Urge for Going", która puszczona w radiu, stała się przez 1.5 roku najbardziej słuchanym utworem w Bostonie. W ten sposób Rush wylansował Joni Mitchell.

Podczas poszukiwania utworów do swojego następnego albumu zetknął się także z Jamesem Taylorem i Jacksonem Browne'em. I ta trójka dostarczyła większość materiału do The Circle Game. Tom był przy tym bardzo skromnym człowiekiem; pomógł rozpocząć karierę tym artystom, ale zawsze mówił, że byli tak znakomici, iż nawet bez jego pomocy i tak zrobiliby karierę. Oni z drugiej strony zawsze uważali, że karierę zawdzięczają Rushowi.
W 1967 r. artysta odbył tournée po Wielkiej Brytanii.
The Circle Game ukazał się dopiero w 1968, a więc w dwa lata po poprzednim, co jak na ówczesne standardy było długim okresem. Była to także jego ostatnia płyta dla Elektry.

### Okres nagrań dla Columbii
W 1970 artysta podpisał kontrakt z Columbią.
Nowy album Tom Rush został wydany jeszcze w roku 1970. Producentem i aranżerem był Ed Freeman. Na tym albumie nie było żadnych utworów autorstwa piosenkarza, gdyż skoncentrował się całkowicie na interpretacji utworów Jacksona Browne'a i Jamesa Taylora oraz innych autorów, w tym również i anonimowych. Głównym muzykiem albumu był gitarzysta Trevor Veitch. Ich współpraca trwała przez kilka następnych lat. Ta płyta ustaliła styl artysty, który był widoczny na następnych albumach wydanych przez Columbię; elementy folku, nawet country, orkiestralne – często skontrastowany z rockową gitarą elektryczną, przypominającą niekiedy brzmienie gitary Robertsona z The Band.
Dziewięć miesięcy później, zachęcony dobrym przyjęciem albumu przez krytykę i publiczność wydał swoją następną płytę Wrong End of the Rainbow. Tym razem producentem został David Briggs (instrumenty klawiszowe) z Area Code 615. Album był bardzo zbliżony do poprzedniego, chociaż Rush skomponował do niego cztery utwory. Z utworów Jamesa Taylora znalazł tu się jego standard "Sweet Baby James".
W 1972 Columbia wydała kolejny album piosenkarza Merrimac County. Ze względu na zbytnią schematyczność nie sprzedawała się najlepiej, mimo że często koncertował. Między nim a firmą dochodziło do spięć i Rush chciał opuścić Columbię, jednak był zobligowany kontraktem do nagrania jeszcze jednej płyty.
Po dwóch latach doszło do nagrania ostatniego albumu dla Columbii Ladies Love Outlaws, którego producentem został Mark Spector. Rush podjął próbę dotarcia do jak największej ilości słuchaczy. Wprowadził na płytę muzykę country prosto z Nashville. Nawet orkiestracje producenta brzmiały słodko i komercyjnie. Spowodowało to obniżenie jakości muzyki, a w efekcie stratę swoich dotychczasowych fanów. Również bezbłędny do tej pory gust znajdywania świetnych piosenek, tym razem zawiódł Rusha. Jedynym dobrym utworem płyty jest "Desperadoes Waiting for a Train" Guya Clarka.

### Dalsza kariera
Pod koniec 1975 kompozycja Rusha "No Regrets" z albumu The Circle Game i powtórnie nagrana w orkiestralnej aranżacji na Ladies Love Outlaws została właściwie wiernie skopiowana przez Walker Brothers i stała się wielkim przebojem. Mimo tego był to właściwie koniec kariery piosenkarza w latach 70.
Tom Rush zaczął traktować swoje rzadkie występy prawie jako hobby. W 1979 doszedł do wniosku, że ludzie chętniej zapłacą nawet więcej, za jego występ w komfortowych warunkach, a nie jak do tej pory w obskurnych, zadymionych i śmierdzących klubach rockowych i zaryzykował. Wynajął Boston Symphony Hall na 2500 osób,  i mimo dwukrotnie wyższej ceny biletów niż zwykle to na dziesięć dni przed koncertem bilety były już wyprzedane. Od tej pory koncertował regularnie w wysokiej klasy miejscach, dając w pełni profesjonalne, akustyczne koncerty.
Na początku lat 80. piosenkarz założył swoją firmę płytową Night Lights, na której wydawał swoje albumy. Często także na nowo aranżując swoje najlepsze piosenki.
W 1982 Midge Ure powtórnie wprowadził na brytyjską listę przebojów jego utwór "No Regrets". Poza swoimi solowymi koncertami Rush występował z innymi wykonawcami, także z dawnej sceny folkowej (np. z Tomem Paxtonem).
Ma dwójkę dzieci z pierwszego małżeństwa i jedno z drugiego. 
Na pytanie dlaczego nagrał tak mało płyt odparł Częściowo z powodu mojego lenistwa. Pisanie jest krańcowo ciężką pracą. Powinienem więcej pisać. Przekonałem się, że to, co muszę robić, to siadać każdego ranka i patrzeć na gitarę przez kilka godzin. Jeśli robię to regularnie, tworzę kilka piosenek.

## Dyskografia
- 1963 Got a Mind to Ramble **
- 1965 Blues, Songs and Ballads **
- 1965 Tom Rush ***
- 1966 Take a Little Walk with Me ***
- 1968 The Circle Game *****
- 1970 Tom Rush ****
- 1970 Wrong End of the Rainbow ****
- 1972 Merrimac County ***
- 1974 Ladies Love Outlaws **

RETROSPEKTYWY
- 1999 No Regrets - The Very Best of Tom Rush Columbia/Legacy. Zbiór ułożony przez samego artystę.
- Classic Rush Elektra
- The Best of Tom Rush Columbia

INNE
- 1962 Tom Rush Live at the Unicorn
- 1982 New Year Night Light
- 1984 Late Night Radio Night Light
- 1987 Work in Progress Night Light
- 2001 Live at Symphony Hall, Boston
- 2003 Trolling for Owls Night Light
- 2006 Wrong End of the Rainbow Night Light

## DVD
- How I Play (Some of) My Favorite Songs (1:50) 2006
- Judy Collin's Wild Flower Festival (1:30) 2005